# Wasilij Michajłow
Wasilij Michajłowicz Michajłow (ros. Васи́лий Миха́йлович Миха́йлов, ur. 7 grudnia?/19 grudnia 1894 w Moskwie, zm. 26 września 1937) – radziecki polityk i działacz partyjny.

## Życiorys
Pracował w drukarni, w 1915 wstąpił do SDPRR(b), w 1917 członek Rady Moskiewskiej, od listopada 1917 członek Moskiewskiego Komitetu SDPRR(b), później przewodniczący rejonowej Czeki w Moskwie, w latach 1918-1920 pracownik polityczny Armii Czerwonej, od 16 marca 1921 do 27 marca 1922 członek i sekretarz KC RKP(b) oraz członek Biura Organizacyjnego KC RKP(b). Od 2 kwietnia 1922 do 17 kwietnia 1923 zastępca członka KC RKP(b), w latach 1922–1923 członek Sekretariatu Moskiewskiego Gubernialnego Komitetu RKP(b), w latach 1923-1924 sekretarz odpowiedzialny rejonowego komitetu RKP(b) w Moskwie, od 25 kwietnia 1923 do 26 czerwca 1930 ponownie członek KC RKP(b)/WKP(b). Od 26 kwietnia 1923 do 23 maja 1924 zastępca członka Biura Organizacyjnego KC RKP(b), od 14 czerwca 1923 do 23 maja 1924 zastępca członka Sekretariatu KC RKP(b), w latach 1924-1925 członek Sekretariatu Moskiewskiego Gubernialnego Komitetu RKP(b), w latach 1925–1929 przewodniczący Moskiewskiej Miejskiej Rady Związków Zawodowych. Od 1 stycznia 1926 do 26 czerwca 1930 zastępca członka Biura Organizacyjnego KC WKP(b), w latach 1929-1932 I zastępca kierownika budowy "Dnieprogesa", od 13 lipca 1930 do 25 czerwca 1937 zastępca członka KC WKP(b), w latach 1932-1937 kierownik budowy Pałacu Rad w Moskwie. 17 września 1932 odznaczony Orderem Lenina.
11 czerwca 1937 aresztowany, następnie skazany na śmierć i rozstrzelany. 23 maja 1956 pośmiertnie zrehabilitowany.